# Lycksele
Lycksele (en sami de Ume y también oficialmente Likssjuo, en sami meridional Liksjoe) es un municipio en la provincia de Västerbotten, al norte de Suecia. El gobierno local reside en la ciudad homónima con 6 mil habitantes.

## Geografía
La ciudad de Lycksele se encuentra a través del río Ume, que fluye hasta el lago Storuman, atravesándolo para llegar a desembocar en el Golfo de Botnia muy cerca de la ciudad de Umeå.

## Transportes
Al sur de la ciudad se encuentra un aeropuerto que permite viajar hasta Estocolmo en un vuelo de 80 minutos. La red ferroviaria tuvo mucha importancia en el pasado aunque actualmente está en desuso, existiendo autobuses diarios a las principales ciudades de la región. 

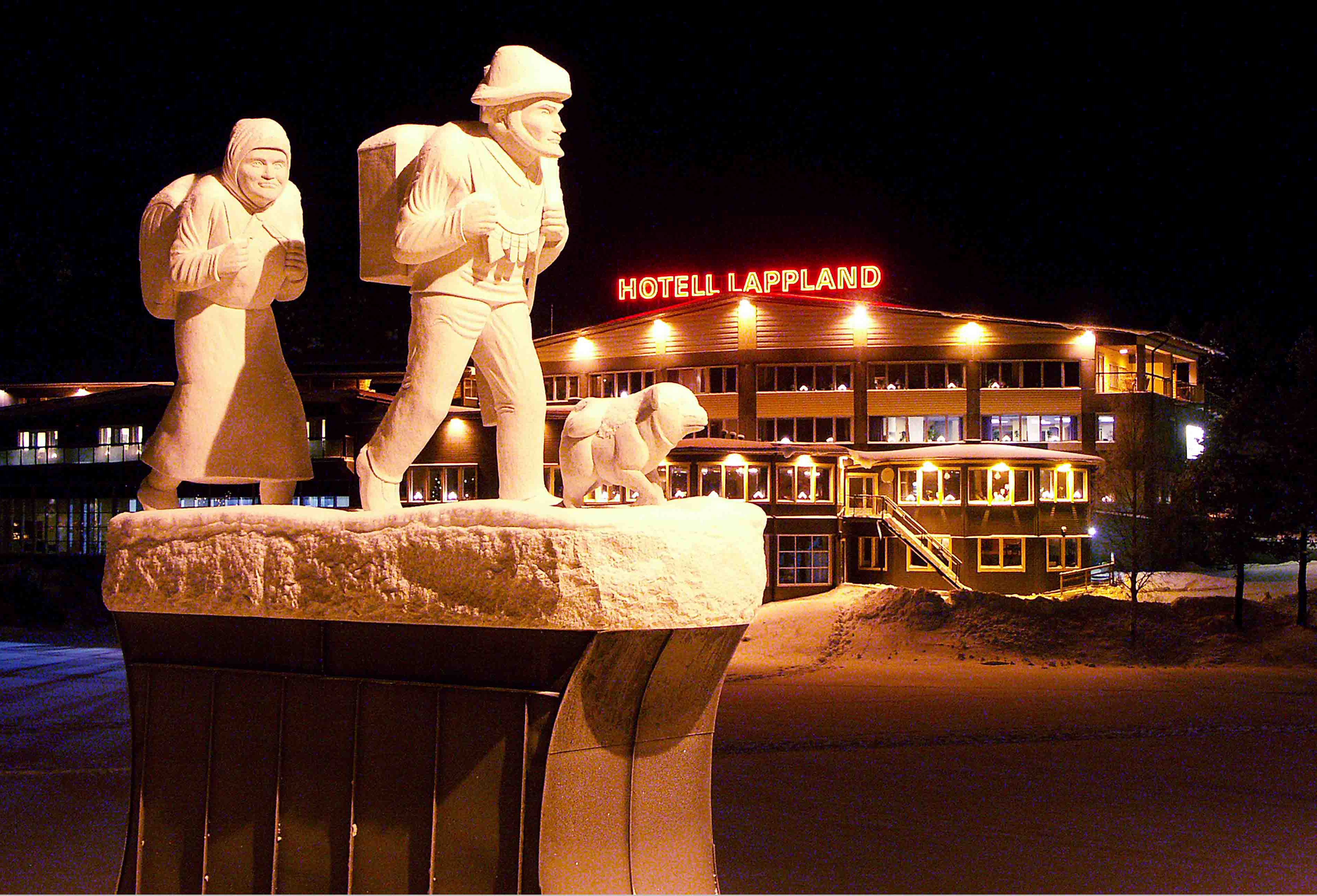
Monumento a los exploradores del área.